# Cacciaguida
Cacciaguida degli Elisei (Florencia c. 1091 – c. 1148) fue un caballero de la Segunda Cruzada, nacido en Florencia, en torno a 1091, y muerto en Palestina hacia 1148. Es el tatarabuelo de Dante Alighieri, autor de La Divina Comedia. Fue armado caballero por Conrado III de Suabia a quien él siguió en la Segunda Cruzada a Palestina (1147-1149), lugar donde encontraría la muerte hacia 1148.

## EnLa Divina Comedia
Dante encuentra a su antepasado durante su viaje al Paraíso. Precisamente cuando está atravesando el Cielo de Marte que aloja las almas de los combatientes caídos por la fe. La crónica del encuentro ocupa los tres cantos Decimoquinto, Decimosexto y Decimoséptimo del tercer Cántico de la Divina Comedia. Más allá de su valor literario y artístico, los 3 cantos son importantes desde el punto de vista histórico pues aportan numerosas informaciones sobre la familia Alighieri, y la Florencia del siglo XII.
En el Canto XV, Cacciaguida cuenta a Dante cómo era la Florencia de su tiempo, todavía comprendida dentro de la muralla edificada en la época de Carlomagno. Una segunda muralla había sido levantada en tiempos de Dante, en 1173, a su vez reemplazada por una tercera, proyectada en 1284 y finalizada en 1333.
La Florencia de esta época es descrita como una pequeña ciudad “sobria y púdica”, muy diferente de la del tiempo de Dante. Las mujeres de aquella época no se paseaban con hábitos costosos ni joyas. El nacimiento de una hija no iba seguido de la idea de una rica dote. Las casas eran modestas y el aspecto exterior de Florencia no era todavía fastuoso, ni los comportamientos sexuales desviados eran corrientes. Los nobles iban vestidos con modestia y no experimentaban vergüenza por tener que ejercer humildes profesiones. Las familias no corrían el riesgo del exilio o de los largos viajes por motivos comerciales.
Al final del canto decimoquinto se nos cuenta que Cacciaguida tuvo dos hermanos: Moronto y Eliseo (del que descendería la familia florentina de los Elisei), quien desposaría a una mujer de la Italia septentrional, una Aldighieri de Ferrare (precisará a continuación Giovanni Bocaccio) y que sería el origen del nombre Alighieri. Cacciaguida guerrearía en Tierra Santa contra los infieles luchando al lado del emperador Conrado, quien le nombraría caballero y donde encontraría la muerte.
En el canto decimosexto, Cacciaguida responde a las preguntas de su descendiente Dante sobre la Florencia del pasado. Por sus respuestas el lector llega al conocimiento de que la ciudad tenía una quinta parte de los habitantes que posee a comienzos del siglo XIV. Aún no había vivido la inmigración de las familias del condado, a menudo fuente de delincuencia. El límite de la ciudad se encontraba entonces en Galluzzo y Trespasiano. Cuenta también que esta inmigración fue favorecida por la Iglesia, y que era fuente de frecuentes disputas actualmente, y que parecen conducir a la ciudad a una ruina segura. Y concluye enumerando célebres familias florentinas poderosas en el pasado y actualmente venidas a menos. El canto termina con la narración del célebre enfrentamiento entre Amidei y Buondelmonti en 1215, y que sería el origen de la lucha entre güelfos y gibelinos.
En el canto decimoséptimo, Cacciaguida anticipa a Dante acontecimientos de su vida futura, el exilio de Florencia y su vida errante y solitaria. También le revela su misión a su regreso al mundo: por boca de su abuelo Dios confiere al poeta la misión de revelar su voluntad a la humanidad para salvarla. Dante se presenta así como un poeta-profeta.
- Datos: Q3649302